# Крупичпільська сільська рада
Крупичпі́льська сільська́ ра́да — адміністративно-територіальна одиниця та орган місцевого самоврядування в Ічнянському районі Чернігівської області. Адміністративний центр — село Крупичполе.

## Загальні відомості
- Територія ради: 88,847 км²
- Населення ради: 1 220 осіб (станом на 2001 рік)

Крупичпільська сільська рада зареєстрована 1947 року. Стала однією з 27-ти сільських рад Ічнянського району і одна з 19-ти, яка складається більше, ніж з одного населеного пункту.
На території сільради діє Крупичпільська ЗОШ І-ІІІст.

## Населені пункти
Сільській раді були підпорядковані населені пункти:
- с. Крупичполе (781 особа)
- с. Новий Поділ (204 особи)
- с. Сваричівка (235 осіб)

## Склад ради
Рада складалася з 16 депутатів та голови.
- Голова ради: Мисан Василь Петрович

### Керівний склад попередніх скликань
| Прізвище, ім'я, по батькові | Основні відомості                                                         | Дата обрання | Дата звільнення |
| --------------------------- | ------------------------------------------------------------------------- | ------------ | --------------- |
| Мисан Василь Петрович       | Сільський голова, 1960 року народження, освіта вища, безпартійний         | 26.03.2006   | 31.10.2010      |
| Мисан Василь Петрович       | Сільський голова, 1960 року народження, освіта вища, член Партії регіонів | 31.10.2010   |                 |

Примітка: таблиця складена за даними сайту Верховної Ради України

### Депутати
За результатами місцевих виборів 2010 року депутатами ради стали:

#### За суб'єктами висування
| Суб'єкт висування | Кількість обраних депутатів | %    |
| ----------------- | --------------------------- | ---- |
| Партія регіонів   | 14                          | 87,5 |
| Самовисування     | 2                           | 12,5 |

#### За округами
| № округу        | Прізвище, ім'я, по батькові    | Дата визнання обраним | Освіта  | Партійна приналежність | Відомості про обраного депутата                                                               |
| --------------- | ------------------------------ | --------------------- | ------- | ---------------------- | --------------------------------------------------------------------------------------------- |
| Партія регіонів |                                |                       |         |                        |                                                                                               |
| 1               | Момот Микола Дмитрович         | 01.11.2010            | середня | член Партії регіонів   | стаціонарне відділення територіального центру, завідувач                                      |
| 3               | Горда Галина Василівна         | 01.11.2010            | середня | член Партії регіонів   | стаціонарне відділення територіального центру, машиніст по пранню та ремонту одягу та білизни |
| 5               | Науменко Ніна Миколаївна       | 01.11.2010            | середня | член Партії регіонів   | відділення територіального центру, соціальний робітник с. Крупичполе                          |
| 6               | Скрипка Ганна Інівна           | 01.11.2010            | середня | член Партії регіонів   | СТОВ"Крупичпільське", бухгалтер                                                               |
| 7               | Русалим Валентина Петрівна     | 01.11.2010            | середня | член Партії регіонів   | стаціонарне відділення територіального центру, кухар                                          |
| 8               | Мошенець Валентина Василівна   | 01.11.2010            | середня | член Партії регіонів   | приватне підприємство, голова                                                                 |
| 9               | Христюк Анатолій Михайлович    | 01.11.2010            | середня | член Партії регіонів   | тимчасово не працює                                                                           |
| 10              | Чайка Наталія Михайлівна       | 01.11.2010            | середня | член Партії регіонів   | СТОВ «Крупичпільське», завідувачка молочно товарної ферми                                     |
| 11              | Науменко Валентина Лук'янівна  | 01.11.2010            | середня | член Партії регіонів   | стаціонарне відділення територіального центру, молочда медична сестра                         |
| 12              | Кривченко Любов Василівна      | 01.11.2010            | вища    | член Партії регіонів   | Крупичпільська сільська рада, секретар                                                        |
| 13              | Чайка Галина Миколаївна        | 01.11.2010            | середня | член Партії регіонів   | Крупичпільська сільська лікарська амбулаторія, медичнасестра                                  |
| 14              | Чайка Михайло Михайлович       | 01.11.2010            | середня | член Партії регіонів   | СТОВ «Крупичпільське», шофер                                                                  |
| 15              | Сільченко Олександра Василівна | 01.11.2010            | середня | член Партії регіонів   | відділення територіального центру, соціальний робітник с. Крупичполе                          |
| 16              | Слоницький Віталій Васильович  | 01.11.2010            | середня | член Партії регіонів   | відділення зв'язку, листоноша                                                                 |
| Самовисування   |                                |                       |         |                        |                                                                                               |
| 2               | Школьна Світлана Михайлівна    | 01.11.2010            | середня | позапартійна           | Крупичпільська сільська рада, касир                                                           |
| 4               | Гук Василь Миколайович         | 01.11.2010            | середня | позапартійний          | СТОВ"Крупичпільське", завідувач майстерні                                                     |